# Lešany (district de Benešov)
Pour les articles homonymes, voir Lešany.
Lešany (en allemand : Leschan) est une commune du district de Benešov, dans la région de Bohême-Centrale, en République tchèque. Sa population s'élevait à 796 habitants en 2020.

## Géographie
Lešany est arrosée par la Sázava, qui forme la limite nord de la commune, et se trouve à 5 km à l'ouest-nord-ouest de Týnec nad Sázavou, à 14 km à l'ouest-sud-ouest de Benešov et à 27 km au sud-sud-est de Prague.
La commune est limitée par Kamenný Přívoz au nord, par Krhanice au nord-est, par Týnec nad Sázavou à l'est, par Chleby et Netvořice au sud, et par Krňany à l'ouest.

## Histoire
La première mention écrite de la localité date de 1252.

## Patrimoine
- Château de Lešany :

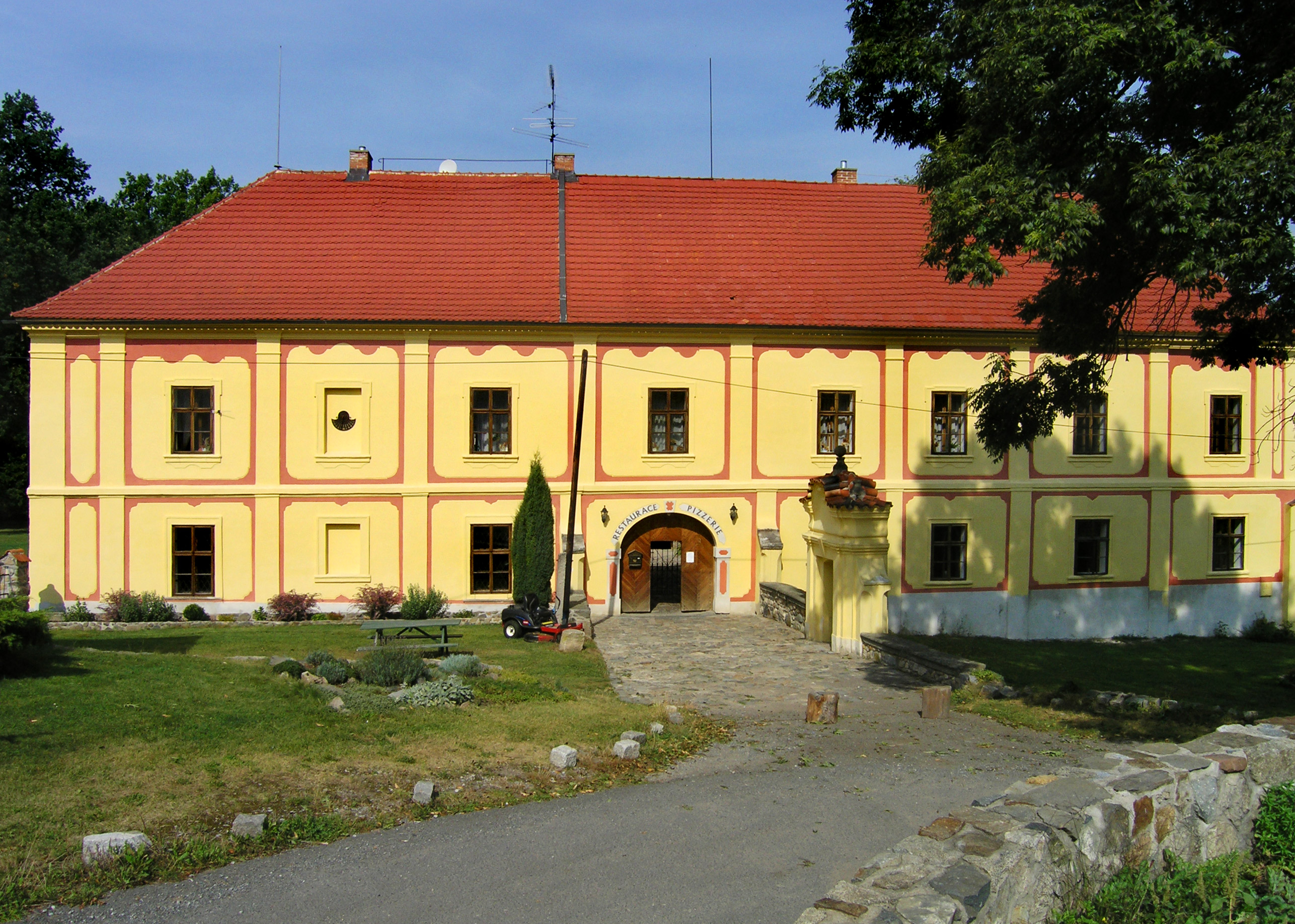
Château de Lešany : la façade.
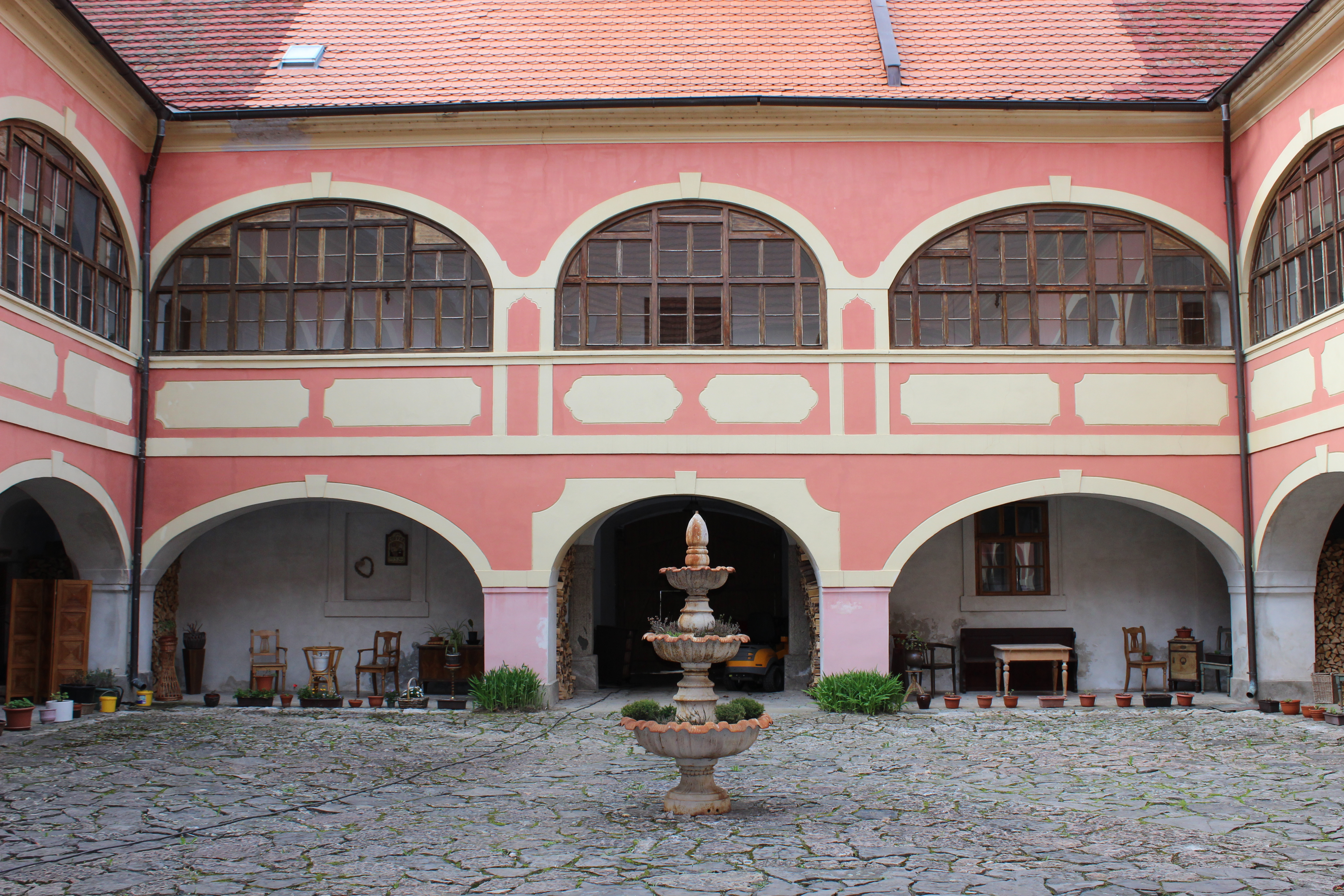
Château de Lešany : cour intérieure.

- Musée des blindés de Lešany (Vojenské technické muzeum Lešany), qui dépend de l'Institut d'histoire militaire de Prague[4].